# ریسمان باز
ریسمان باز پس از گناه من دومین ساخته سینمایی مهرشاد کارخانی است.
دو جوان از قشر فرودست جامعه که در کشتارگاه کار می‌کنند، مأمور می‌شوند تا گاوی را به یک قصابی در محله‌ای اشرافی برسانند…

## خلاصه داستان
سفر طولانی و پر فراز و نشیب میکائیل و عسگر، از فقیرترین نقاط جنوب تهران آغاز شده، با عبور از مرکز سنتی و پرازدحام شهر، وارد فضای بزرگراه‌های پیچیده تهران می‌شود و این دو خیره به نمادهای نوینی چون برج میلاد، در نهایت خود را به محله مرفه‌نشین شهرک غرب می‌رسانند.
این مأموریت ناخواسته آن‌ها را با چهره‌ای تازه از زندگی شهری در تهران و تفاوت‌های بنیادین آن‌ها با جوانان هم نسل خود آشنا می‌سازد. تفاوت‌ها تنها در چهره و لباس میکائیل و عسگر در قیاس با هم سن و سالانشان در شهرک غرب نیست. حتی وانت قراضه آن‌ها در تقابل با خودروهای رنگانگ و آخرین مدل جوانان بالای شهری و غریبه بودن آن دو در حالی که گاوی را به دنبال خود می‌کشند، در مقابل سگ‌هایی که جوانان طبقه فرادست همراه خود دارند، نشانگر شکاف طبقاتی روزافزونی است که اهالی این شهر بزرگ را از یکدیگر دور و دورتر می‌کند.
در نگاه اول، زندگی تلخ و محنت بار دو جوان فقیر که ناچارند گاوی را به شمال شهر برسانند، ایده‌ای تکراری، نخ نما و کلیشه‌ای به نظر می‌رسد، اما فیلمساز به ویژه در مرحله اجرا، با مهارت این موقعیت فاقد فراز و نشیب‌های دراماتیک را برای تماشاگر دیدنی و کنجکاوی‌برانگیز می‌کند.
ریسمان باز به ویژه در یک سوم آغازین که داستان در کشتارگاه و حوالی آن می‌گذرد، فیلمی خشن و اندکی آزار دهنده به نظر می‌رسد اما با آغاز سفر طولانی قهرمانان قصه همراه با گاو، جذابیت‌های تازه‌ای بر پیکره داستان و فیلم افزوده می‌شود. ابتدا خرده داستان فرعی دختر دانشجو، تصادفش و همراهی اجباری او با میکائیل و عسگر تا بیمارستان را داریم. خرده داستانی که با جا گذاشتن عمدی گوشی تلفن همراه در وانت، ذهن تماشاگر را با خود درگیر می‌سازد و برای جلوگیری از درگیر کلیشه‌ها شدن به سرانجام روشنی نمی‌رسد.
پس از آن رو در رویی بی واسطه دو جوان با بخشی از جامعه است که کمتر آن را دیده‌اند و شاید به مانند عسگر، کوچک‌ترین تصوری هم از آن ندارند. تا به سکانس فرار گاو و تعقیب و گریزش با شهروندان و ذبح آن از سر ناچاری برسیم و آن نگاه خسته و ناامید دو جوان به غروب آفتاب در پس برج میلاد که در این فیلم به نمادی از تضاد سنت و مدرنیته در چارچوب زندگی شهری بدل شده است.

## بازیگران
یکی از مواردی که بر جذابیت‌های این فیلم ساده و شریف می‌افزاید، بازی درخشان دو بازیگر اصلی آن است. پژمان بازغی در نقش میکائیل- جوانی تهی دست که به سختی وانتی به‌طور قسطی خریده و با آن در کشتارگاه کار می‌کند- بی شک بهترین بازی کارنامه هنری خود تا آن زمان را ارائه می‌دهد.
بابک حمیدیان نیز در قالب شخصیت عسگر- جوان ساده دل شهرستانی که همراه و دستیار میکائیل است- به خوبی جاافتاده و ایفای نقشی باورپذیر و قابل تأمل دارد. حضور گرم و شیرین این دو، بی‌آنکه به لودگی یا اغراق منجر شود، بخشی از بار جذابیت‌های فیلم را به دوش می‌کشد.